# Gerd Schellenberg
Gerd Schellenberg (ur. 26 listopada 1949 w Zwickau, zm. 20 sierpnia 2018) – wschodnioniemiecki piłkarz.
W 1974 rozegrał 3 mecze w reprezentacji Niemieckiej Republiki Demokratycznej.